# Babina (animal)
Babina es un género de anfibios anuros de la familia Ranidae. Fue descrito por primera vez por Thompson en 1912 a partir de un ejemplar de Rana holsti Boulenger, 1892.
Se encuentra en extremo oriente: Japón, China meridional (provincias de Sichuan y Yunnan), norte de Tailandia, norte de Vietnam y, posiblemente, en Laos y Birmania.

## Sistemática
Este género formó parte del género Rana hasta comienzos del siglo XXI y es considerado por diversos autores como hermano de los géneros Huia y Odorrana.
Actualmente se reconocen 10 especies:
- Babina adenopleura (Boulenger, 1909)
- Babina caldwelli (Schmidt, 1925)
- Babina chapaensis (Bourret, 1937)
- Babina daunchina (Chang, 1933)
- Babina hainanensis (Fei, Ye & Jiang, 2007)
- Babina holsti (Boulenger, 1892)
- Babina lini (Chou, 1999)
- Babina okinavana (Boettger, 1895)
- Babina pleuraden (Boulenger, 1904)
- Babina subaspera (Barbour, 1908)